# Sportvagns-VM 1984
Sportvagns-VM 1984 kördes över totalt 11 omgångar.

## Delsegrare
| Bana                    | Vinnare                             | Märke   |
| ----------------------- | ----------------------------------- | ------- |
| Monza 1000 km           | Derek Bell Stefan Bellof            | Porsche |
| Silverstone 1000 km     | Jacky Ickx Jochen Mass              | Porsche |
| Le Mans                 | Klaus Ludwig Henri Pescarolo        | Porsche |
| Nürburgring 1000 km     | Derek Bell Stefan Bellof            | Porsche |
| Brands Hatch 1000 km    | Jonathan Palmer Jan Lammers         | Porsche |
| Mosport 1000 km         | Jacky Ickx Jochen Mass              | Porsche |
| Spa 1000 km             | Derek Bell Stefan Bellof            | Porsche |
| Imola 1000 km           | Hans Joachim Stuck Stefan Bellof    | Porsche |
| Fuji 1000 km            | John Watson Stefan Bellof           | Porsche |
| Kyalami 1000 km         | Riccardo Patrese Alessandro Nannini | Lancia  |
| Sandown Raceway 1000 km | Derek Bell Stefan Bellof            | Porsche |

## Förar-VM
| Plats | Förare          | Poäng |
| ----- | --------------- | ----- |
| 1     | Stefan Bellof   | 139   |
| 2     | Jochen Mass     | 131   |
| 3     | Jacky Ickx      | 104   |
| 4=    | Henri Pescarolo | 91    |
| 4=    | Derek Bell      | 91    |

## Märkes-VM
| Plats | Märke         | Poäng |
| ----- | ------------- | ----- |
| 1     | Porsche       | 120   |
| 2     | Lancia        | 57    |
| 3     | Alba-Giannini | 12    |
| 4     | Alba-Cosworth | 8     |
| 5     | Lotec-BMW     | 6     |